# Roger Martin Barade
Roger Martin Barade, né le 26 mars 1908 à Bègles et mort le 30 juin 1987 à Dijon, est un architecte DPLG français qui a contribué à donner à Dijon la physionomie qu'elle acquit au XXe siècle.

## Biographie
Roger Martin Barade est un architecte dijonnais du XXe siècle, né à Bègles le 26 mars 1908, fils du laitier Guillaume Julien Barade et de Marie Jeanne Dufaure. Il entrera à l'école des Beaux-arts de Bordeaux en 1924 puis à celle de Paris entre 10 juillet 1928 et 7 juin 1933 en tant qu'élève de Roger-Henri Expert. Il deviendra architecte de la ville de Dijon entre 1934 et 1936 puis exercera en libéral à partir de 1937. Il est architecte du département de la Côte-d'Or en 1941, architecte des Hospices civils, Centre hospitalier régional de Dijon en 1943 puis architecte de l'Université de Dijon en 1952. Il collabore avec l'architecte François Ruault dès le milieu des années 1950 et créerons l'agence Barade-Ruault en 1975. Il cessera son activité en 1983 après la construction de l'Hôtel de région de Bourgogne. Le 10 septembre 2017 a été inauguré sur l'esplanade Erasme de l'Université de Bourgogne la place Roger Barade.

## Œuvres

### Beaune
- Restauration de lancien couvent de la Visitation, actuellement maison de négociant en vins en 1950[8].

### Dijon
- Sanatorium de la Trouhaude succédant à l'architecte Charles Javelle, en 1943[9].
- Grand hall métallique de la Foire internationale et gastronomique de Dijon (devenu Parc des expositions et des congrès de Dijon), situé en bordure du boulevard de Champagne en 1956[10].
- Campus universitaire Montmuzard entre 1957 et 1968[11] :
  - Faculté des sciences Gabriel avec les architectes François Ruault et Paul Chaudonneret, située au 32 boulevard Gabriel en 1957[12], premières esquisses dessinées par l'architecte Gaston Paris[13],[14].
  - Résidences universitaires Montmuzard du Campus universitaire en 1958[15].
  - Faculté de droit, située au 4 boulevard Gabriel et de la bibliothèque universitaire du Campus universitaire  en 1962[16].
  - Faculté de lettres, située au 4 boulevard Gabriel en 1965[16].
  - Faculté de pharmacie et médecine, situé au 7 boulevard Jeanne d'Arc, en 1968[17].
- Centre hospitalier régional universitaire du bocage avec les architectes Michel et Jean Roux-Spitz, situé au 2 boulevard du Maréchal-de-Lattre-de-Tassigny en 1962[18].
- Hôtel de Police, situé au 2 place Suquet entre 1970 et 1972[19],[20].
- Immeuble de la préfecture de Dijon et de la Région Bourgogne, situé au 55 rue de la Préfecture en 1980[5].

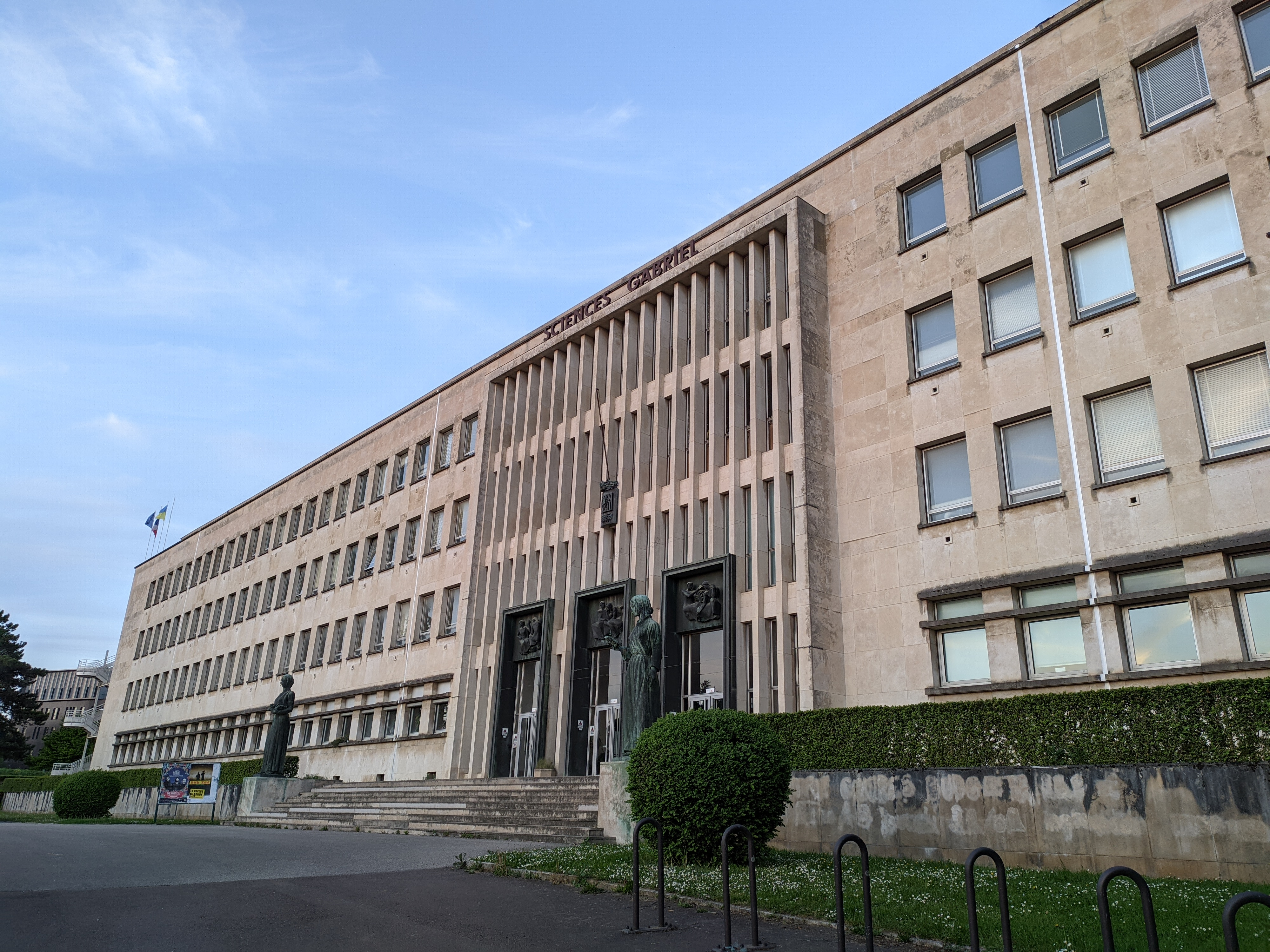
Hôtel de région de Bourgogne avec l'architecte François Ruault, situé au 17 boulevard de la Trémouille en 1983[21],[22].  - Faculté des sciences Gabriel
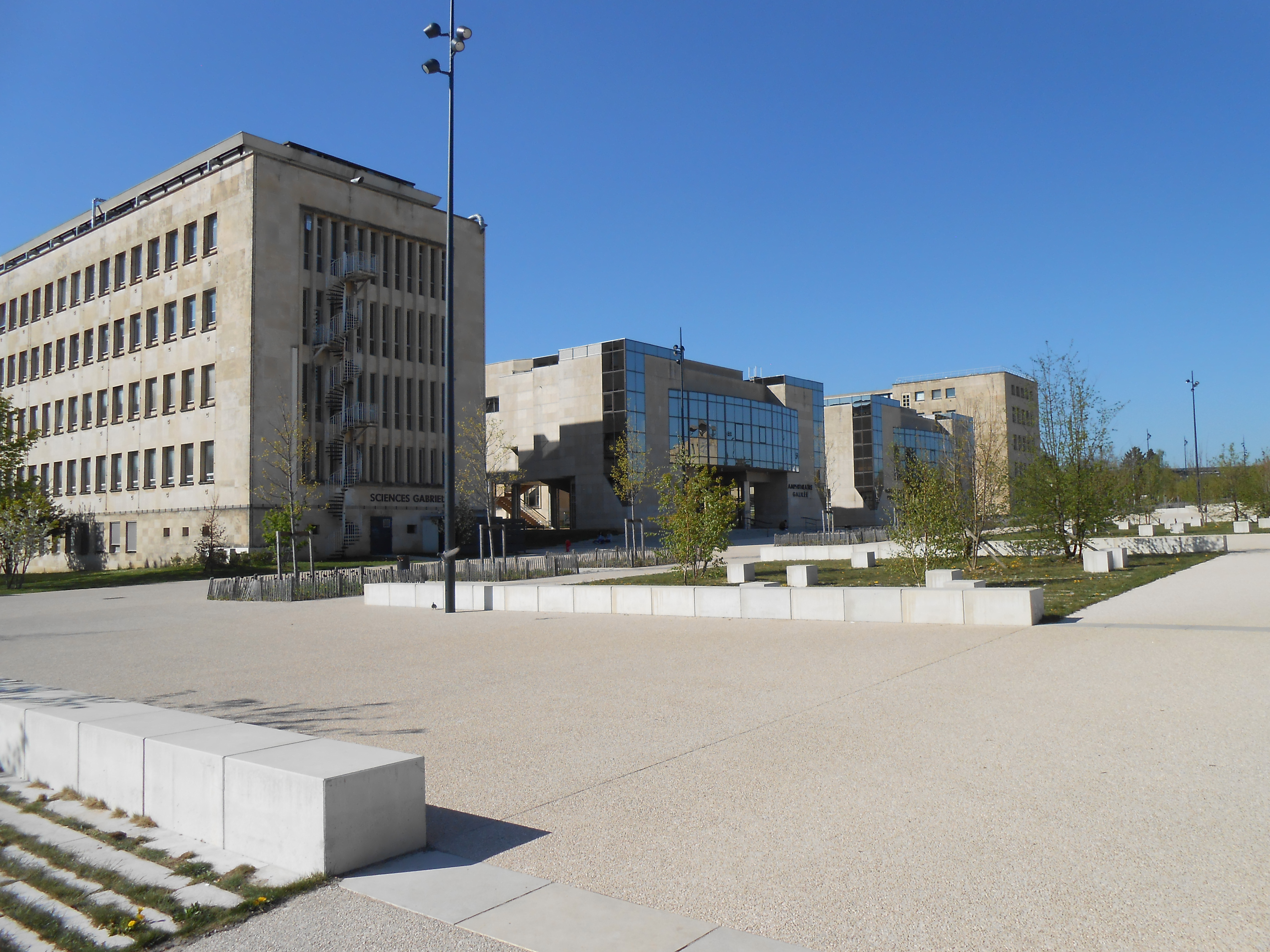
Place Roger Barade à l'arrière de la Faculté des sciences Gabriel.
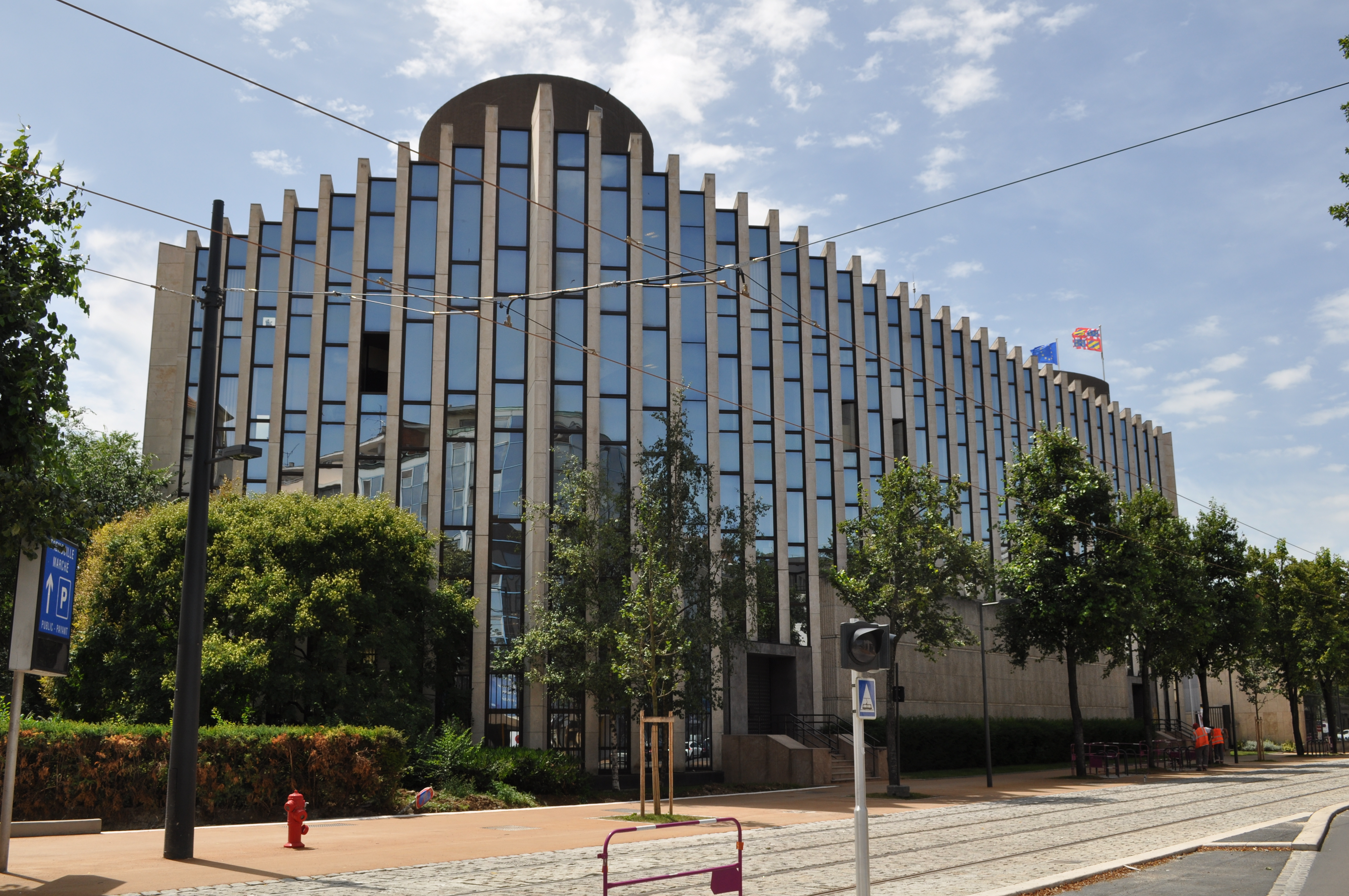
Hôtel de région de Bourgogne
  - Place Roger Barade à l'arrière de la Faculté des sciences Gabriel.
  - Hôtel de région de Bourgogne

### Metz
- Centre universitaire et technique de Metz entre 1964 et 1968[23].

### Paris
- Pavillon Bourgogne-Franche-Comté à l'Exposition internationale de Paris en 1937, avec l'architecte Georges Gendrot[5]  .

### Semur-en-Auxois
- Agrandissement et construction du bloc médico-chirurgical de l'ancien hôpital Saint-Jacques, en 1964[24],[25].

### Velars-sur-Ouche
- Aménagement de l'ancien sanatorium reconverti en centre psychothérapique, entre 1971 et 1972[26].

## Décorations et distinctions
- Officier de la Légion d'honneur
- Commandeur de l'ordre des Palmes académiques

Architecte reconnu, Roger Martin Barade était également membre des sociétés suivantes :
- Membre de la  Société des architectes diplômés du gouvernement (SADG) en 1937
- Membre de l'Union des architectes franco-britanniques
- Membre de la Société centrale des architectes en 1949
- Membre libre de l'Académie d'architecture en 1953 puis membre titulaire le 13 novembre 1972
- Membre du Conseil régional de l'Ordre des architectes
- Président du Rotary Club de Dijon entre 1955 et 1956[27]
- Vice-Président du comité départemental de la Société d'entraide de la Légion d'honneur avant 1974